# Maestà Kress
La Maestà Kress è un'opera a tempera e oro su tavola (34,3x24,4 cm) attribuita alla scuola di Cimabue, databile attorno al 1280 e conservata nella National Gallery of Art di Washington.

## Storia
Il piccolo dipinto è ricordato da Carlo Lasinio nella sagrestia della chiesa di San Francesco a Pisa, la stessa da dove proviene la grande Maestà del Louvre. Passò per alcune collezioni private, finché nel 1935 fu in possesso di Alessandro Contini Bonacossi, che la vendette nel '48 alla Fondazione Kress, confluendo nel museo statunitense nel '52.
L'attribuzione a Cimabue è sempre stata problematica, anche per la sostanziale inesistenza di opere di piccolo formato sicuramente ascrivibili all'artista. Favorevoli all'autografia furono Longhi (1948), Suida (1956) e Bologna (1960), mentre contrari furono Garrison (1949) e Brandi (1951), che parlarono di un artista fiorentino, mentre Samek Ludovici (1956) e Carli (1958) la ascrissero alla cerchia dell'artista. Le uniche opere di paragone sono la Maestà con due angeli e la Flagellazione, rispettivamente a Londra e a New York, che però dimostrano evidenti differenze stilistiche.

## Descrizione e stile
La Madonna col Bambino è raffigurata su un trono con un ampio schienale a ventaglio, coperto da un drappo tenuto da due angeli simmetrici nella parte superiore. In basso stanno due piccoli santi, Giovanni Battista (col cartiglio) e Pietro (con le piccole chiavi d'oro), che guardano in alto come i profeti nella Maestà di Santa Trinita. Il Bambino benedice in una posa simile a quella del suo omologo nella Maestà del Louvre, sebbene le gambe appaiano più vivaci, capaci di scavalcare anche il polso materno, avvicinato per carazzargli il piedino.
Simile ad opere come la Maestà di Santa Maria dei Servi, mostra dei caratteri bizantini piuttosto accentuati, sebbene i volti appuntiti mostrino una certa vivacità lontana dalla composta classicità cimabuesca. Come accennato ciò potrebbe essere una conseguenza del formato piccolo e dell'adozione di uno stile più da miniaturista, rispetto alle grandi pale monumentali che si è soliti avvicinare al nome dell'artista.